# Котельников Володимир Олександрович
Володимир Олександрович Котельников (24 серпня (6 вересня) 1908, Казань, Російська імперія — 11 лютого 2005, Москва, Росія) — радянський і російський вчений в галузі радіотехніки, радіозв'язку і радіолокації планет. Академік Російської академії наук по Відділенню технічних наук (радіотехніка) з 23 жовтня 1953 року, член ради старійшин Російської інженерної академії, почесний член Міжнародної інженерної академії, іноземний член Болгарської Академії наук (1987). Голова Верховної ради РРФСР (з 30 липня 1973 по 25 березня 1980). Депутат Верховної ради РРФСР 8—9-го скликань. Депутат Верховної ради СРСР 10—11-го скликань. Двічі Герой Соціалістичної Праці (13.03.1969, 5.09.1978).

## Життєпис
Народився 24 серпня (6 вересня) 1908 року в Казані в родині російського та радянського математика і механіка Олександра Петровича Котельникова (1865—1944).
У 1926 вступив до Московського вищого технічного училища імені Баумана, де викладав його батько. На останніх курсах перейшов до Московського енергетичного інституту, який закінчив у 1930 році.
Після закінчення інституту працював у Науково-дослідному інституті зв'язку Червоної армії (жовтень — грудень 1930 року). У 1931 році був зарахований до аспірантуру Московського енергетичного інституту (1931—1933) та одночасно працював лаборантом, потім асистентом, доцентом (1931—1938), завідувачем кафедри «Основи радіотехніки» Московського енергетичного інституту (1938—1941). Працював інженером, головним інженером інституту з радіо, начальником лабораторії (1933—1941) у Центральному інституті зв'язку Народного комісаріату пошт та телеграфів СРСР.
У 1941—1943 роках — начальник лабораторії Державного союзного промислово-експериментального інституту № 56 (місто Уфа), у 1943—1944 роках — начальник відділу урядового зв'язку Народного комісаріату внутрішніх справ СРСР.
У 1944—1980 роках — професор, декан радіотехнічного факультету (1947—1953), директор та головний конструктор ОКБ МЕІ (1948—1953), завідувач кафедри «Основи радіотехніки» (1953—1980) Московського енергетичного інституту.
Член ВКП(б) з 1948 року.
У 1953—1954 роках — заступник директора, в 1954—1987 роках — директор, у 1987—2005 роках — почесний директор Інституту радіотехніки та електроніки АН СРСР (РАН).
Працював у Відділенні загальної фізики і астрономії Академії наук СРСР.
4 березня 1970 — 27 вересня 1988 року — віцепрезидент і перший віцепрезидент Академії наук СРСР.
30 липня 1973 — 25 березня 1980 року — голова Верховної ради Російської РФСР.
Один з авторів теореми Відліків (Теорема відліків Віттакера—Найквіста—Котельникова—Шеннона).
На його честь названо астероїд 2726 Котельников.
Помер 11 лютого 2005 року на 97-му році життя. Похований у Москві на Кунцевському цвинтарі.

## Нагороди
- Двічі Герой Соціалістичної Праці (13.03.1969, 5.09.1978)
- орден «За заслуги перед Вітчизною» І ст. (Російська Федерація) (21.09.2003)
- орден «За заслуги перед Вітчизною» ІІ ст. (Російська Федерація) (6.07.1998)
- шість орденів Леніна (20.04.1956; 21.12.1957; 27.04.1967; 13.03.1969; 17.09.1975; 05.09.1978)
- Орден Жовтневої Революції (05.09.1983)
- два ордени Трудового Червоного Прапора (17.06.1961; 05.09.1988)
- Орден «Знак Пошани» (16.10.1951)
- Ленінська премія (1964)
- Сталінська премія І ст. (1943)
- Сталінська премія І ст. (1946)
- премія Ради міністрів СРСР
- Золота медаль імені Попова АН СРСР (1974)
- Велика золота медаль імені Ломоносова]] АН СРСР (1981)
- Золота медаль імені Келдиша АН СРСР (1987)
- Золота медаль імені Белла (17.05.2000)